# Lotononis schwansiana
Lotononis schwansiana là một loài thực vật có hoa trong họ Đậu. Loài này được Dinter miêu tả khoa học đầu tiên.